# Rotfront
A RotFront egy berlini zenekar. 

## Története
A csoportot 2003-ban alapította Emigrantski Raggamuffin Kollektiv RotFront néven az ukrán Jurij Gurzhy és a magyar Wahorn Simon. 
Létezése során változott a tagjai száma; korábban Gryllus Dorka,  színésznő és énekes is tagja volt az együttesnek.  
A TFF Rudolstadtban, az egyik legfontosabb és legnagyobb népi fesztiválon Európában, a Ruth német világzenei díjat 2010-ben a Global RUTH kategóriában a RotFrontnak ítélték oda.

## Stílus és háttér
A zenekar nemcsak legkülönbözőbb zenei irányokat fuzionál zenéjébe, mint például a rockot, hiphopot, dancehallt, reggae-t, skat vagy klezmert, hanem számos nemzetiségű zenészt is egyesít. Ennek következtében az együttes tagjai több nyelven énekelnek; olykor dalon belül is  német, angol, orosz és magyar nyelvek között váltanak.       

## Diszkográfia

### Albumok
- Emigrantski Raggamuffin (2009)
- Visa Free (2011. május)
- 17 Deutsche Tänze (2014. április)

## Fordítás
- Ez a szócikk részben vagy egészben  a   Rotfront (Band) című német Wikipédia-szócikk ezen változatának fordításán alapul.  Az eredeti cikk szerkesztőit annak laptörténete sorolja fel. Ez a jelzés csupán a megfogalmazás eredetét és a szerzői jogokat jelzi, nem szolgál a cikkben szereplő információk forrásmegjelöléseként.